# Флэтайрон
Флэта́йрон (англ. Flatiron District — Флэта́йронский кварта́л) — район на Манхэттене.
На западе Флэтайрон ограничен 7-й авеню и районом Челси, на севере — 25-й улицей и районом Номад, на востоке — Лексингтон-авеню и Грамерси-парк, на юге — 20-й улицей и Юнион-сквером. Через район пролегают Бродвей и берущая начало от 23-й улицы Мэдисон-авеню. На севере квартала расположен Мэдисон-сквер. В квартале имеется множество исторических достопримечательностей, среди которых одними из наиболее заметных являются «Дамская миля» и дом, в котором родился 26-й президент США Теодор Рузвельт.
Квартал Флэтайрон входит в 5-й общественный совет Манхэттена.

## История

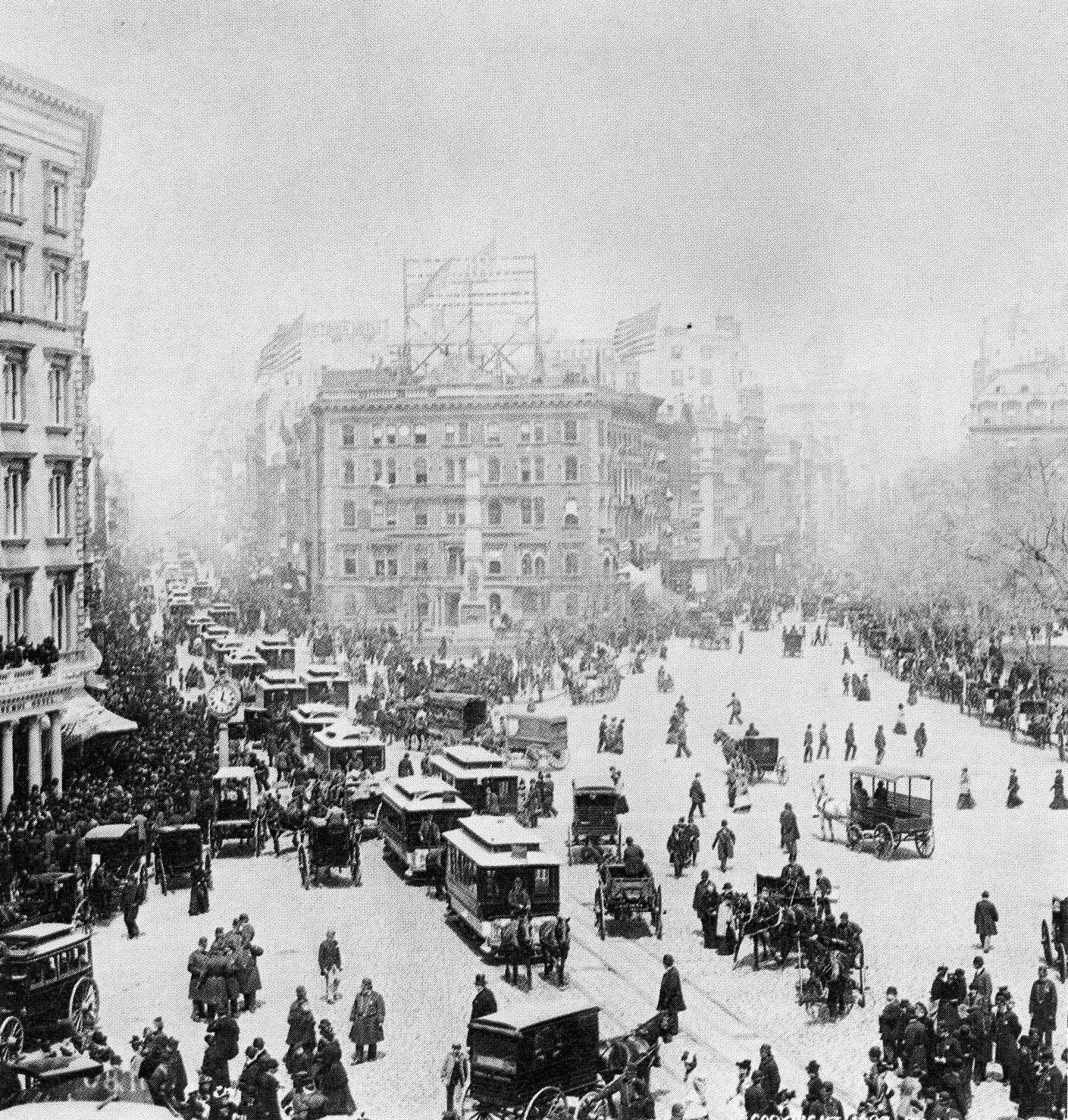
Мэдисон-сквер в 1893 году

Изначально район носил название «Игрушечный квартал» (англ. Toy District) по расположенному на пересечении 23-й улицы и Бродвея комплексу зданий Toy Center. Уже в середине 1880-х годов в квартале было множество престижных магазинов и бутиков. В 1902 году в районе был построен небоскрёб Флэтайрон-билдинг, на то время одно из самых высоких зданий в городе. С 1903 по 1945 годы в районе проводилась Американская международная выставка игрушек. В 1950-х годах в квартале благодаря относительно низкой арендной плате начали массово заселяться фотографы. В связи с этим район получил название «Фото-квартал» (англ. Photo District).
Нынешнее название квартала появилось относительно недавно, приблизительно в 1985 году. В те годы в районе происходил приток постоянных жителей, а также открывалось множество элитных магазинов и ресторанов. Для более эффективной рекламы риэлторы использовали более броское название, которое в итоге и прижилось как основное.
С 2000-х годов в квартале расположено множество издательств и рекламных агентств. До кризиса доткомов в квартале также располагались офисы многих стартап-компаний.

## Архитектура
Коренной подстилающий слой аспидного сланца, на котором находится квартал, расположен ниже, нежели подстилающие слои к северу от 29-й улицы и к югу от Канал-стрит. Из-за этого, а также в соответствии с принятым зонированием этажность зданий флэтайронского квартала в среднем не превышает 20 этажей. В переулках района до сих пор имеется множество старинных зданий высотой в 3-6 этажей.
Одними из наиболее известных и заметных зданий района являются Флэтайрон-билдинг 1902 года и Met Life Tower 1909 года постройки. Последний небоскрёб на протяжении четырёх лет, вплоть до окончания в 1913 году возведения Вулворт-билдинга, обладал статусом самого высокого здания в мире. Ныне здание является штаб-квартирой компании Credit Suisse.
На Мэдисон-авеню между 26-й и 27-й улицами на месте, где находился прежний Мэдисон-сквер-гарден, в 1928 году было построено здание Нью-Йорк-Лайф-билдинг. Автором проекта был известный в то время архитектор Кэсс Гильберт.
В 2010 году между 22-й и 23-й улицами было закончено строительство элитного 50-этажного жилого комплекса One Madison Park. Цена на трёхэтажный пентхаус в этом здании составляет $45 млн.

## Культура
На пересечении 23-й улицы и Лексингтон-авеню расположен Колледж Баруха, одна из крупнейших бизнес-школ США. На 27-й улице находится Музей секса. В квартале расположено множество брендовых магазинов, в том числе таких компаний как Ann Taylor, Victoria’s Secret, Club Monaco и Origins.

## Население
По данным 2007 года, в районе проживало 50 165 жителей. Средний возраст жителей составлял 37 лет и 10 месяцев. Средний доход на домашнее хозяйство приблизительно равнялся среднему показателю по городу: $56 370.

## Общественный транспорт
В квартале действуют станции «28-я улица», «23-я улица» и «14-я улица – Юнион-сквер» Нью-Йоркского метрополитена. Также район обслуживается автобусными маршрутами M1, M2, M3, M5, M7 и M23.